# 長谷川晃一
長谷川 晃一（はせがわ こういち、1903年（明治36年）4月1日 - 1967年（昭和42年）4月25日）は、早稲田大学政治経済学部教授、同学部教養諸学研究会評議員、早稲田大学世界連邦研究会会長、世界連邦建設同盟常任理事・国際部長。

## 来歴・人物
1903年4月1日、長野県上田市に生まれる。
1920年5月、渡米しカリフォルニア州の商業高校に入学し、1923年6月に卒業する。同年9月、オハイオ州のマイアミ大学に入学する。1927年6月に卒業し、政治経済学でB.A.の学位を受ける。同年9月、シンシナティ大学大学院都市行政学科に入学する。1928年6月、修了しM.A.（修士）の学位を受ける。同年9月、コロンビア大学大学院の市政学科に入学する。1929年6月、修了する。同年9月、ニューヨーク市政調査会の臨時調査員となる。1931年12月、調査員を辞して帰国する。
1932年1月、大阪市電気局高速鉄道部に勤務し、同年4月から大阪YMCA英語学校講師を兼ねる。1935年3月、大阪市電気局高速鉄道部を辞職し、ナショナル・シティ・バンク・オブ・ニューヨークの大阪支店に勤務する。1939年3月、大阪YMCA英語学校講師を辞職する。1940年4月、ナショナル・シティ・バンク・オブ・ニューヨークを辞職し、昭和通商に勤務する。1942年4月、昭南支店に転勤する。1943年11月、昭南支店長・クアラルンプール支店長となる。
1946年5月、早稲田大学政治経済学部臨時講師となる。1953年5月、第一・第二政治経済学部専任講師となる。
1954年5月2日から5月4日まで、赤坂離宮・羽衣の間において行われた「国連未加盟国会議」にて第一委員会書記になる。同年11月1日から11月5日まで、明治神宮外苑の日本青年館において行われた「第2回世界連邦アジア会議」にて第三委員会書記となる。1958年10月1日、大隈講堂および千代田公会堂において行われたコムラ・アグベリ・グベデマ（英語: Komla Agbeli Gbedemah）（世界連邦主義者世界協会4代目会長）の講演会の通訳、交渉を取り仕切る。
1957年3月、早稲田大学政治経済学部教授になる。
1967年4月25日午前11時28分、早稲田大学において英作文の講義中、心筋梗塞で倒れ死去する。享年64歳。4月28日に葬儀と告別式が行われる。

## 著作

### 著書
- 『世界に於ける最近の高速鉄道』大同書院、1935年。NDLJP:1234397。
- 『日本為替管理法』銀行問題研究会、1938年。
- 『古今炭鉱名鑑』久保山石炭研究所、1953年。

### 共著
- Luther Gulick; Kōichi Hasegawa (1932). Modern Government in a Colonial City. Jonathan Cape and Harrison Smith
- 海江田進、長谷川晃一『現代英語の文法』学生社、1955年。

### 翻訳・注釈
- ジョン・F・ポーター『イラン』現代文庫、1954年。
- 『The Idea of Man』南雲堂、1957年。
- 『Today and Tomorrow』文真堂、1959年。
- 『Today and Tomorrow Ⅱ』文真堂、1960年。
- 『The Bill of rights』南雲堂、1960年。